# Sainheret
Sainheret, auch Sa-In(i)-heret (S3-Jn(j)-ḥrt = Sohn des Onuris), war ein hoher altägyptischer Würdenträger des Neuen Reiches. Er lebte wahrscheinlich am Ende der 18. Dynastie und war Hoherpriester von Heliopolis. Er ist mit Sicherheit von einer Stele aus Abydos und einer Stele bei Arab el-Tawil, etwas nördlich von Heliopolis, bekannt.
Die Denkmäler des Sainheret können stilistisch unter Tutanchamun und Haremhab datiert werden.